# Петровичи
Петровичи (на руски: Петровичи) е село в Смоленска област, Русия. Намира се на 90 km южно от Смоленск и на 16 km от границата с Беларус.
В миналото селото е със смесено еврейско и беларуско население, но по време на Втората световна война повечето евреи го напускат или са избити.
В Петровичи е роден американският писател Айзък Азимов (1920 – 1992).